# الصفاء (ريمة)

تعديل مصدري - تعديل

الصفاء أو قرية الصفاء  هي إحدى قرى عزلة بني واقدالواقعة ضمن مديرية الجعفرية التابعة لمحافظة ريمة، بلغ تعداد سكانها (416) نسمة حسب تعداد اليمن لعام 2004.

## المحلات التابعة للقرية
- جماهيه
- الخمارة

## روابط خارجية
- الدليل الشامــل